# Дворник, Александр Александрович
Александр Александрович Дворник (род. 22 сентября 1950, Уфа — 4 сентября 2020) — живописец. Член Союза художников РБ (1991). Заслуженный работник культуры БАССР.

## Биография
Родился 22 сентября 1950 года в Уфе.
В 1979 году окончил художественно-графический факультет Нижнетагильского государственного педагогического института. Рисует в стиле реализма.
Работал с 1974 по 1999 годы директором детской художественной школы № 3 в Уфе. В 1998—2000 годах был председателем правления Союза художников РБ.
Картины художника хранятся в коллекциях Башкирского государственного художественного музея, Дома-музея С. Т. Аксакова, Национальной библиотеки им. А. З. Валиди, музея-заповедника «Абрамцево», в частных собраниях в России и за рубежом.

## Творчество
Картины по мотивам произведений С. Т. Аксакова: «Детство в Багрове» (1987), «Аксаково. Пруд» (1984), «Дожди смывают жёлтый лист» (1988).
Живописные полотна «Крепостной Зилаир» (1995), «Сакмар» (1997), «У подножья Шайтан-Тау» (2000). «И вот зима»(2009)
Серии пейзажей «Утро» (1994), «Осенние зори» (1998).
Цикл работ «Земля Салавата» («Первоцвет», «Мелодия трав», «Юрюзань»; 2002).

## Выставки
Участник выставок с 1974 года. Персональные выставки проходили в Уфе (1987, 1991), г. Камо (Армения, 1990), музее-заповеднике «Абрамцево» (1998), г. Белорецк (2002).